# はしもとよしふみ
橋本 嘉史（はしもと よしふみ）は、日本のゲームプロデューサー。マーベラス所属を経てHAKAMA代表取締役。主にひらがなの「はしもとよしふみ」名義を用いる。

## 人物
1993年にSNKへ入社。その後、フリーとなり、牧場物語シリーズに関わるようになる。2005年にマーベラスインタラクティブへ入社。2010年4月、マーベラスエンターテイメント執行役員 デジタルコンテンツカンパニー チーフクリエイティブオフィサー。2011年11月、マーベラスAQL執行役員 コンシューマ事業部 副事業部長兼プロデュース部長。2013年2月、マーベラスAQL執行役員 デジタルコンテンツ事業本部 CSコンテンツ事業部長兼CCO。
2018年にマーベラスを退社、HAKAMAを設立し同代表に就任。

## 作品
- 牧場物語シリーズ
  - 牧場物語 しあわせの詩 for ワールド（2005年）
  - 牧場物語 やすらぎの樹（2007年）
  - 牧場物語 ようこそ!風のバザールへ（2008年）
  - 牧場物語シリーズ まきばのおみせ（2009年）
  - 牧場物語 ふたごの村（2010年）
  - 牧場物語 はじまりの大地（2012年）
  - 牧場物語 つながる新天地（2014年）
  - 牧場物語 3つの里の大切な友だち（2016年）
- ルーンファクトリーシリーズ[3]（2006年 - ）
- アヴァロンコード（2008年）
- 朧村正[3]（2009年）
- グランナイツヒストリー[3]（2011年）
- ヴァルハラナイツ3（2013年）
- 禁忌のマグナ（2014年）
- Dragon Marked For Death（2019年）
- ワースライフ（2021年）
- リアセカイ[4]（2023年）
- PROGRESS ORDERS[5]（2025年）